# Castell del Quer
|  | No s'ha de confondre amb Castell de Quer. |

El Castell del Quer és un edifici declarat bé cultural d'interès nacional al roquer del poble del Querforadat, damunt la riba esquerra del Torrent del Coll del Quer. al terme municipal de Cava (Alt Urgell). En resta molt poca cosa, algun llenç de mur en ruïnes i una torre que gairebé no es veu en quedar adossada a una casa que aprofita la volta que mara la planta circular. Temps enrere fou castell termenat, en un lloc documentat el 1004 i el castell el 1109. Al segle xi era possessió dels comtes de Cerdanya i posteriorment passà per donació als Pinós, Galceran de Pinós "el Vell" (?-1277) ja és citat com a senyor de Quer Foradat. Pels volts de l'any 1100, Galceran, fill de na Sicardis, prestà jurament als comtes de Cerdanya per diversos "kastellos quos teneo de te", un dels quals era el de "Cher Foradat". En heretat el comte de Barcelona les possessions del comte de Cerdanya, Bernat, a la primera meitat del segle xii, un altre Galceran, fill d'Adalaidis, prestà fidelitat pel castell de "Cher Foradad". Aquest Galceran és de la línia de la família dels Pinós. El 1313 el procurador de Saura de Mallorca, vídua de Pere Galceran de Pinós, feu homenatge al rei Jaume d'Aragó pel castell i lloc de Querforadat. Cal dir que els Galceran de Pinós pretengueren, en diverses ocasions, que ho tenien en alou propi, no pas en feu reial. Per raó de matrimoni, el vescomtat d'Évol passà, el 1428, als Castre-Pinós. El primer comte de Guimerà, Gaspar Galceran de Castre-Pinós de So i Aragó, prenia el títol de vescomte del Quarforadat, sembla que per decisió personal, pels anys 1620. Títol que seguiren usant els seus successors.